# Langer Marsch 1

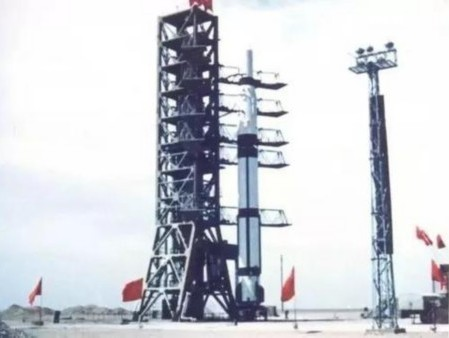
Langer Marsch 1 kurz vor dem Start am 24. April 1970

Langer Marsch 1, kurz LM-1 (chinesisch 長征一號 / 长征一号, Pinyin Chángzhēng Yīhào, kurz CZ-1) ist das erste Mitglied der chinesischen Trägerraketenfamilie Langer Marsch.

## Geschichte
Bereits 1958 hatte es unter dem Eindruck des sowjetischen Sputnik-Starts (4. Oktober 1957) unter der Bezeichnung „Projekt 581“ einen ersten Anlauf gegeben, einen chinesischen Satelliten ins All zu schicken. Angesichts der damaligen Wirtschaftskraft des Landes war dieses Projekt jedoch nicht realistisch, und es wurde im Januar 1959 eingestellt. Der Geophysiker und Meteorologe Zhao Jiuzhang und der Maschinenbauingenieur Wang Xiji arbeiteten jedoch in Shanghai weiter an der Höhenforschungsrakete T-7, deren verkleinerter Prototyp am 19. Februar 1960 eine Höhe von 8 km erreichte. Die Rakete wurde weiterentwickelt, und man sammelte dabei wertvolle Erfahrung.
Parallel zur T-7 wurde im Zusammenhang mit dem chinesischen Kernwaffenprogramm zunächst die später Dongfeng 1 genannte Kurzstreckenrakete entwickelt, die am 5. November 1960 ihren Erstflug hatte.
Chinas erste Mittelstreckenrakete Dongfeng 2 stürzte bei ihrem Erstflug am 21. März 1962 zwar nach 69 Sekunden ab, der zweite Versuch mit der von Grund auf neu konstruierten Dongfeng 2A am 29. Juni 1964 glückte jedoch.
Nach dem Tonkin-Zwischenfall am 4. August 1964 und dem Eintritt der USA in den Vietnamkrieg sowie der Zündung der ersten chinesischen Atombombe auf dem Kernwaffentestgelände Lop Nor am 16. Oktober 1964 verkomplizierte sich die Lage.
In dieser Situation schrieb Zhao Jiuzhang, der gerade für die Gesellschaft des 3. September frisch in den Nationalen Volkskongress gewählt worden war, am 27. Dezember 1964 einen Brief an Premierminister Zhou Enlai, der als Vorsitzender der „Zentralen Kommission für Spezialprojekte“ (中央专门委员会) für Spitzentechnologie und vor allem für das chinesische Kernwaffenprogramm zuständig war. Zhao Jiuzhang war bei einer Besichtigung des Kosmodroms Jiuquan im Sommer 1964 von den Fortschritten, die das 1. Zweiginstitut des 5. Forschungsinstituts des Verteidigungsministeriums (die heutige Akademie für Trägerraketentechnologie) bei der Entwicklung von Boden-Boden-Raketen gemacht hatte, ernsthaft beeindruckt gewesen. Für eine glaubhafte Abschreckung benötigte man jedoch Interkontinentalraketen, die das amerikanische Festland erreichen konnten. Zhao Jiuzhang wies in seinem Brief an Zhou Enlai darauf hin, dass für Interkontinentalraketen und Weltraumraketen sehr ähnliche Technologien entwickelt werden müssten und dass sich beide gegenseitig ergänzten. Als Beispiel führte er die sowjetische R-7 an, die am 20. Januar 1960, gut zwei Jahre, nachdem sie Sputnik 1 ins All befördert hatte, als nuklear bestückte Interkontinentalrakete in Dienst gestellt worden war.
Grundlegende Dinge wie Flugbahnberechnung und Bahnverfolgung ließen sich anhand von zivilen Raketen relativ problemlos entwickeln, während bei Teststarts von Interkontinentalraketen diplomatische und militärische Schwierigkeiten zu erwarten waren.
Ähnlich wie bei den Trägerraketen verhielt sich die Situation bei den Satelliten. Zhao Jiuzhang wies darauf hin, dass von den damals 228 veröffentlichten Satellitenstarts der USA 147 direkt der Landesverteidigung dienten. Und selbst bei den reinen Forschungssatelliten konnte die hierfür entwickelte Technologie für militärische Zwecke genutzt werden. Am Beispiel eines Wettersatelliten führte Zhao aus, dass man hierbei auf den Gebieten Funktechnik, Halbleitertechnik, automatische Steuerung sowie Materialwissenschaft und Werkstofftechnik große Fortschritte machen würde.
Zhou Enlai konnte der Argumentation Zhao Jiuzhangs folgen. Am 8. Januar 1965 schrieb Qian Xuesen, stellvertretender Leiter des 5. Forschungsinstituts, einen ähnlichen Brief an die Kommission für Wehrtechnik der Volksbefreiungsarmee. 
Auch Nie Rongzhen, der Vorsitzende der Wehrtechnikkommission, war der Meinung, dass der richtige Zeitpunkt für ein derartiges Projekt gekommen sei. Unter der Bezeichnung „Projekt 651“ (651工程, Pinyin 651 Gōngchéng, also „Das im Januar 1965 begonnene Projekt“) wurde die Entwicklung eines Satelliten und einer zivilen Trägerrakete in die Wege geleitet.

## Aufbau
Wang Xiji, mittlerweile Chefingenieur des von Shanghai nach Peking umgezogenen „8. Ingenieurbüros“, kam nach einer Analyse des militärischen Materials zu dem Schluss, dass der ursprüngliche Plan, eine Mittelstreckenrakete durch Umstellung des Triebwerks der zweiten Stufe auf Vakuumbetrieb weltraumtauglich zu machen und damit einen Satelliten mit dem ursprünglich angedachten Gewicht von 100 kg zu starten, technisch nicht durchführbar war. Stattdessen schlug er vor, auf die zweistufige, flüssigkeitsgetriebene Dongfeng 2A eine neu zu entwickelnde dritte Stufe mit einem Feststoffraketentriebwerk zu setzen.
Im Mai 1966 wurde dieser Plan gebilligt,
und im August 1966, kurz nach dem Ausbruch der Kulturrevolution, erhielt die Rakete den Namen „Langer Marsch 1“.
Eine Besonderheit war die Zündung der dritten Stufe. Sie wurde erst auf Höhe des späteren Perigäums der Nutzlast, was etwa nach 200 Sekunden antriebslosem Flug nach dem Brennschluss der zweiten Stufe der Fall war, abgetrennt und gezündet. In der schwerelosen Phase diente der Resttreibstoff der zweiten Stufe zur Lageregelung. Für die Stabilisierung der dritten Stufe sorgte ein zusätzlicher kleiner Raketenantrieb, der diese in eine Rotation (etwa 180 Umdrehungen pro Minute) versetzte. Zwischen Mai 1969 und Januar 1970 fanden vier Tests des Feststofftriebwerks unter verschiedenen Bedingungen sowie zwei Flugtests einer nur aus den beiden flüssigkeitsgetriebenen Stufen bestehenden Version der Rakete statt. Beim ersten Flugtest am 16. November 1969 versagte die Steuerung des Triebwerks der ersten Stufe und die Rakete stürzte 69 Sekunden nach dem Start noch in Sichtweite des Kosmodroms ab. Nach einer Analyse des Filmmaterials vom Absturz wurden die Kabelführung des Steuersystems und die Bauteile, die für das Abschalten des Triebwerks zuständig waren, überarbeitet. Der zweite Testflug im Januar 1970 gelang, die erste und die zweite Stufe trennten sich problemlos.
Die Flugtests, ebenso wie die folgenden beiden Starts, fanden alle auf dem Kosmodrom Jiuquan statt. Der erste Start einer kompletten Rakete erfolgte am 24. April 1970 mit dem ersten chinesischen Satelliten Dong Fang Hong I. Der zweite und letzte Start erfolgte am 3. März 1971, wobei der Forschungssatellit Shijian-1 ins All gebracht wurde. Danach wurde die Changzheng 1 durch die Changzheng-2-Raketen abgelöst.
In den 1990er Jahren wurde auf der Basis der Changzheng 1 die CZ-1D entwickelt. Sie verfügte über eine verbesserte Erst- und Zweitstufe und eine neue Drittstufe und erlaubte so eine wesentlich höhere Nutzlast von 850 kg für einen erdnahen Orbit von 185 km Höhe oder 200 kg für eine sonnensynchrone Umlaufbahn. Die CZ-1D war für kommerzielle Starts gedacht, wurde jedoch nur dreimal zum Test von Wiedereintrittskörpern eingesetzt. Der erste Start erfolgte am 29. Mai 1995, der letzte am 3. Januar 2002. Dieser letzte war jedoch ein Fehlschlag.

## Technische Daten
- Stufen: 3
- Länge: 29,86 m (CZ-1D: 28,22 m)
- Startmasse: 81,5 t
  - Stufe 1
    - Länge: 17,835 m

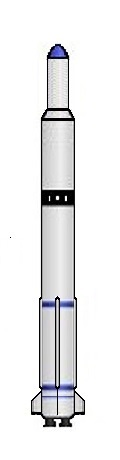
Langer Marsch 1

    - Durchmesser: 2,25 m (4,0 m über die Flossen)
    - Masse: 65,2 t
    - Treibstoff: (Salpetersäure und UDMH) insgesamt 61 t
    - Triebwerk: YF-2A mit 4 Brennkammern
    - Brenndauer: 130 s
    - Startschub: 1020 kN (CZ-1D: 1101 kN)

  - Stufe 2
    - Länge: 7,486 m
    - Durchmesser: 2,25 m
    - Masse: 13,5 t
    - Treibstoff: Salpetersäure und UDMH insgesamt 11,2 t
    - Triebwerk: YF-3
    - Brenndauer: 110 s
    - Schub: 306 kN

  - Stufe 3
    - Länge: 4,565 m
    - Durchmesser: 0,77 m
    - Masse: 2,2 t
    - Treibstoff: Feststoff mit insgesamt 1,8 t
    - Triebwerk: GF-02 (CZ-1D: GF-36)
    - Brenndauer: 38 s
    - Schub: 181 kN
- Nutzlast LEO: 300 kg
- Erststart: 24. April 1970

## Startliste
| Lfd. Nr. | Startdatum (UTC)    | Raketentyp | Startplatz              | Nutzlast                                                                       | Anmerkung |
| -------- | ------------------- | ---------- | ----------------------- | ------------------------------------------------------------------------------ | --- |
| 1        | 24. Apr. 1970 13:35 | CZ-1       | Kosmodrom Jiuquan, LA2A | Dong Fang Hong I (DFH-1), Experimentalsatellit                                 | Erfolg erster Satellitenstart Chinas                                                                                           |
| 2        | 3. März 1971 12:04  | CZ-1       | Kosmodrom Jiuquan, LA2A | Shijian 1 (SJ-1), Forschungs- und Technologieerprobungssatellit, 220 Kilogramm | Erfolg zweiter Satellitenstart Chinas, die Datenübertragung der wissenschaftlichen Sensoren funktionierte bis zum Absturz 1979 |
| 3        | 29. Mai 1995        | CZ-1D      | Kosmodrom Taiyuan       |                                                                                | Testflug von 1000 km Höhe |
| 4        | 1. Nov. 1997        | CZ-1D      | Kosmodrom Taiyuan       |                                                                                | Testflug von 1000 km Höhe |
| 5        | 3. Jan. 2002 12:15  | CZ-1D      | Kosmodrom Taiyuan       |                                                                                | Testflug, Fehlschlag, erreichte 100 km Höhe                                                                                    |